# Emil Petersson i Gäddvik
Peter Emil Petersson (i riksdagen kallad Petersson i Gäddvik), född 4 februari 1887 i Nederluleå församling, död där 20 december 1941, var en svensk lantbrukare och politiker (högerpartiet). Han var far till riksdagsmannen Per Petersson i Gäddvik.
Emil Petersson var riksdagsledamot i andra kammaren för Norrbottens läns valkrets under 1941 till sin död strax före julen detta år.